# Kum Nye

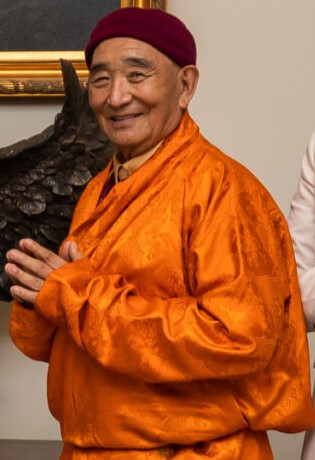
Tarthang Tulku Rinpoche, quien introdujo Kum Nye al occidente, en una celebración de Vesak en mayo de 2021

Kum Nye y sKu-mNyé son una amplia variedad de ensayos del cuerpo religiosos y médicos tibetanos. 
Muchas tradiciones de budismo tibetano y bön contienen ensayos de Kum Nye. Son diferentes en cuanto a metas y métodos. Por ejemplo, algunos formas son de movimientos lentos; otros son ejercicios aeróbicos. Los Tantra (escripturas) del Médico tibetano Medical son terapéuticos. Dzogchen es la base de otros prácticos, los cuales tienen propósitos religiosos.
Se ha enseñado tres sistemas de sku mnye en inglés. Son Kum Nye por Tarthang Tulku, Aro gTér sKu-mNyé y los sistemas de bsku mnye, enseñado por la International Academy for Traditional Tibetan Mediciney el Instituto Shang Shung.

## Etimología
Los dos términos Kum Nye y sKu-mNyé son dos deletreos en el alfabeto latino de la misma frase tibetana Wylie: sku mnye, la cual significa masaje del cuerpo sútil.  Algunas formas de sku mnye son algo semejantes a Yoga, Taichí, Chi kung, o masaje terapéutico. Kum Nye, Ku Nye, y Kunye también se usan para transcribir las frases tibetanas dku mnye ("masaje de la barriga") y bsku mnye (masaje de aceite), las cuales se pronuncian igual a sku mnye.  dKu mnye y bsku mnye manipulan el cuerpo físico en cambio del cuerpo sútil y energético.

## Tarthang Tulku's Kum Nye
El lama Tarthang Tulku introdujo el Kum Nye al Occidente. Ha escrito cinco libros sobre el tema.